# 檸檬 (小説)
『檸檬』（れもん）は、梶井基次郎の短編小説。梶井の代表的作品である。得体の知れない憂鬱な心情や、ふと抱いたいたずらな感情を、色彩豊かな事物や心象と共に詩的に描いた作品。三高時代の梶井が京都に下宿していた時の鬱屈した心理を背景に、一個のレモンと出会ったときの感動や、それを洋書店の書棚の前に置き、鮮やかなレモンの爆弾を仕掛けたつもりで逃走するという空想が描かれている。

## 発表経過
1925年（大正14年）1月1日発行の、中谷孝雄、外村繁らとの同人誌『青空』1月創刊号の巻頭に掲載された。単行本は、梶井の友人である三好達治らの奔走により、梶井の亡くなる1年ほど前の1931年（昭和6年）5月15日に武蔵野書院より刊行され（印刷日は5月10日）、これが梶井の生涯で唯一の出版本となった。同書には他に17編の短編が収録されている。
翻訳版は英語（英題：Lemon）、スペイン語（西題：Remon）、ロシア語（露題：Limon/лимон）中国語（中題：檸檬）、フランス語（仏題：Le Citron）、ドイツ語（独題：Die Zitrone）などで出版されている。

## あらすじ
「えたいの知れない不吉な塊」が「私」の心を始終圧えつけていた。それは肺尖カタルや神経衰弱や借金のせいばかりではなく、いけないのはその不吉な塊だと「私」は考える。好きな音楽や詩にも癒されず、よく通っていた文具書店の丸善も、借金取りに追われる「私」には重苦しい場所に変化していた。友人の下宿を転々とする焦燥の日々のある朝、「私」は京都の街から街、裏通りを当てもなくさまよい歩いた。

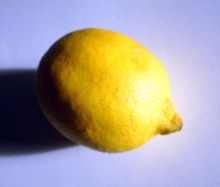
檸檬

ふと、前から気に入っていた寺町通の果物屋の前で「私」は足を止め、美しく積まれた果物や野菜を眺めた。珍しく「私」の好きなレモンが並べてあった。「私」はレモンを一つ買った。始終「私」の心を圧えつけていた不吉な塊がそれを握った瞬間からいくらか弛み、「私」は街の上で非常に幸福であった。
「私」は久しぶりに丸善に立ち寄ってみた。しかし憂鬱がまた立ちこめて来て、画本の棚から本を出すのにも力が要った。次から次へと画集を見ても憂鬱な気持は晴れず、積み上げた画集をぼんやり眺めた。「私」はレモンを思い出し、そこに置いてみた。「私」にまた先ほどの軽やかな昂奮が戻ってきた。
見わたすと、そのレモンイエローはガチャガチャした本の色の階調をひっそりと紡錘形の中へ吸収してしまい、カーンと冴えかえっていた。「私」はそれをそのままにして、なに喰くわぬ顔をして外へ出ていくアイデアを思いついた。レモンを爆弾に見立てた「私」は、すたすたと店から出て、木っ端微塵に大爆発する丸善を愉快に想像しながら、京極（新京極通）を下っていった。

## 作品成立・背景
※梶井基次郎の作品や随筆・書簡内からの文章の引用は〈　〉にしています（論者や評者の論文からの引用部との区別のため）。
『檸檬』の原型となっているのは、1924年（大正13年）に書かれた習作『瀬山の話』の中の断章「瀬山ナレーション」にある挿話「檸檬」である。この断章の挿話を数回の改稿を経て、独立した短編『檸檬』が出来上がった。
習作『瀬山の話』は、「瀬山」という名の主人公の落ち込んだ精神状態が綴られているが、当時梶井は「瀬山極」（ポール・セザンヌをもじったもの）という筆名を使い、大学の劇研究会の雑誌に投稿していた。『瀬山の話』は京都に住んでいた三高時代の自身の内面を総決算する作品として試みられたものだが、結末がうまくいかず未完成となり、梶井はその中の一つの挿話「檸檬」を独立させて『檸檬』に仕立て直した。
梶井は1924年（大正13年）の友人の近藤直人に宛てた手紙の中で『檸檬』を、〈あまり魂が入つてゐないもの〉と書き、単行本刊行の翌年の1932年（昭和7年）の淀野隆三宛ての手紙にも、〈檸檬は僕は当時あまり出すのが乗気でなかつたので君や三好の、殆ど独断的な取はからひなしには　決してあれは世に出てゐるものではなかつたらう、さう思つて僕は幾度も感謝した〉と書き送っていて、その文面からは当時の梶井自身は、あまり表立って『檸檬』を積極的に評価していなかったことがうかがわれている。
これについて、梶井の友人であった淀野隆三の見立てでは、これは梶井が逆説的に言ったことで、実は自信を持って発表したと解釈している。なお梶井は、『瀬山の話』に遡る2年前の1922年（大正11年）、一個の檸檬に心を慰められるという内容の文語詩草稿「秘やかな楽しみ」（檸檬の歌）も日記に書きつけている。
梶井自身結核に侵されていたこともあり（それにより早世）、梶井の作品には『檸檬』のほかにも肺病の主人公が多い。

## 作品評価・研究
※梶井基次郎の作品や随筆内からの文章の引用は〈　〉にしています（論者や評者の論文からの引用部との区別のため）。
『檸檬』は、梶井の代表作というだけでなく、日本文学の傑作、名品として多くの作家たちに高く評価されているが、同人雑誌初出の当初は注目されておらず、6年後に単行本化され、井上良雄や、その翌年小林秀雄が『檸檬』を本格的に論じて高く評価してから、梶井が文壇に認められるきっかけとなった。
小林秀雄は、『檸檬』は「（梶井の）観念的焦燥の追求する単純性や自然性の象徴ではない」とし、それは、むしろ梶井自身の「資質」だと指摘しながら、梶井という作家は「観念上空疎な過剰や、苛立たしい飛躍を全く知らぬ。或ひは必要とせぬ作家」であり、その「焦燥」は、「知的といふよりも鋭敏な感受性が強ひられた一種の胸苦しさ」だと表現して以下のように評している。
『檸檬』は主人公のおかれている境遇や性格描写などが省かれ、ただ感覚世界だけを描き出しているが、鈴木貞美はこれについて、梶井が習作『瀬山の話』で「自身の内面の全体を定着しようとする試みに挫折」し、『檸檬』において「束の間の精神の愉悦をリアルに再構成する方法を選びとったとき、梶井基次郎の世界の礎石が築かれた」と考察しながら、鬱屈した心の状態で一個のレモンに出会ったときの梶井の「感覚のよろこび」について以下のように解説している。
三島由紀夫は、中島敦、牧野信一と共に梶井基次郎を、「夜空に尾を引いて没した星のやうに、純粋な、コンパクトな、硬い、個性的独創的な、それ自体十分一ヶの小宇宙を成し得る作品群を残した」作家と位置づけ、「梶井基次郎くらゐの詩的結晶を成就すれば、立派に現代小説の活路になりうる」とし、梶井は「感覚的なものと知的なものとを綜合する稀れな詩人的文体を創始した」と考察している。
そして三島は『檸檬』を日本の短編の最高のものとし、「一個のレモンが読者の眼の前に放り出されたような、鮮やかな感覚的印象をもって終わる作品」と解説し、『檸檬』に代表される梶井文学について、以下のように評している。
石井和夫は、『檸檬』の原型の『瀬山の話』の中に、〈ポオの耳へ十三時を打つて聞かせたのもおそらくはこの輩の悪戯ではなかつたろうか〉という一文があることから、『瀬山の話』の挿話「檸檬」と、『檸檬』が、エドガー・アラン・ポーの『鐘楼の悪魔』（悪魔が正午に13時の鐘を鳴らし、美しい町を破壊する話）のモチーフから発想されたのではないかと考察し、そのモチーフが、美しい金閣寺を放火してしまう三島由紀夫の『金閣寺』にも通底していることを指摘しながら、三島が梶井を「日本には稀少、美が常に否定形によってアナーキーに描かれねばならぬことを先験的に知る」先駆者と見ていたゆえに、梶井を高く評価していたのだと解説している。

## モデルの店と文学碑
作中の「私」がレモン（カリフォルニア産）を買った果物屋は、京都市中京区寺町二条角の「八百卯」（明治時代創業）だが、2009年（平成21年）1月25日に閉店された。かつては「檸檬の店」というタイトルのパンフレットが店先のガラス窓に飾られ、4階建てビルに建て替え後にできた2階のフルーツパーラーには『檸檬』の一節が飾られていた。
また、登場する書店・丸善は当時、三条通麩屋町西入ルにあった2代目店舗で、洋書の他にヨーロッパから輸入された高級石鹸や香水、バーバリーのコートが売られていた。丸善・京都店には、八百卯で買ったレモンを置き去る人があとを絶たなかったといわれる。河原町通蛸薬師上ルにあった3代目の店舗も2005年（平成17年）10月に閉店された。それから約10年後の2015年（平成27年）8月20日に京都BAL（河原町通三条下ル）の地下1階と2階に再出店している。
大阪市西区靭本町の靱公園内には、1981年（昭和56年）に建立された文学碑があり、『檸檬』の一節が刻まれている。

## 創作集『檸檬』
1931年（昭和6年）5月15日に武蔵野書院から刊行された初の創作集『檸檬』は、同年1月末に梶井基次郎を見舞った三好達治が友の痩せこけた衰弱ぶりに驚愕し、基次郎の存命中に出版するべく淀野隆三と奔走して実現したものである（詳細は梶井基次郎#仲間らの奔走――創作集刊行を参照）。
書名は淀野の提案に基次郎も賛成して、巻頭作品になる「檸檬」に決まり、表紙装幀も基次郎の希望で無地となった。題字は基次郎の筆跡となっている。

## おもな収録刊行本

### 単行本
- 『檸檬』（武蔵野書院、1931年5月15日） NCID BA31511438
  - 題字：梶井基次郎。四六判。厚紙装。機械函。総271頁
  - 収録作品：「檸檬」「城のある町にて」「泥濘」「路上」「過去」「雪後」「ある心の風景」「Kの昇天―或はKの溺死」「冬の日」「櫻の樹の下には」「器楽的幻覚」「筧の話」「蒼穹」「冬の蠅」「ある崖上の感情」「愛撫」「闇の絵巻」「交尾」
- 『檸檬 梶井基次郎創作集』（武蔵野書院・稲光堂書店、1933年12月1日） NCID BA86703937
  - 四六判。ボール紙函。総271頁
  - 収録作品：「檸檬」「城のある町にて」「泥濘」「路上」「過去」「雪後」「ある心の風景」「Kの昇天」「冬の日」「櫻の樹の下には」「器楽的幻覚」「筧の話」「蒼穹」「冬の蝿」「ある崖上の感情」「愛撫」「闇の絵巻」「交尾」
- 『城のある町にて』〈創元選書33〉（創元社、1939年11月29日） NCID BA71718726
  - 編集・あとがき：三好達治。四六判。薄紙装。紙カバー。総304頁
  - 収録作品：「檸檬」「城のある町にて」「泥濘」「路上」「過去」「雪後」「ある心の風景」「Kの昇天」「冬の日」「櫻の樹の下には」「器楽的幻覚」「蒼穹」「筧の話」「冬の蝿」「ある崖上の感情」「愛撫」「闇の絵巻」「交尾」「のんきな患者」
- 『檸檬』（十字屋書店、1940年12月20日）NCID BA53357375
  - 四六判。厚紙装。紙カバー。総271頁
  - 収録作品：「檸檬」「城のある町にて」「泥濘」「路上」「過去」「雪後」「ある心の風景」「Kの昇天」「冬の日」「櫻の樹の下には」「器楽的幻覚」「筧の話」「蒼穹」「冬の蝿」「ある崖上の感情」「愛撫」「闇の絵巻」「交尾」
- 『梶井基次郎集』（新潮文庫、1950年11月25日。改版1967年12月10日、2003年10月30日）ISBN 978-4101096018
  - カバー装幀：船坂芳助。A6判。仮製本。紙カバー
  - 解説：淀野隆三
  - 収録作品：「檸檬」「城のある町にて」「泥濘」「路上」「橡の花」「過古」「雪後」「ある心の風景」「Kの昇天」「冬の日」「桜の樹の下には」「器楽的幻覚」「蒼穹」「筧の話」「冬の蝿」「ある崖上の感情」「愛撫」「闇の絵巻」「交尾」「のんきな患者」
  - ※1967年12月の改版より『檸檬』と改題。
- 『檸檬・冬の日 他九篇』（岩波文庫、1954年4月25日。改版1985年6月）ISBN 978-4003108710
  - 装幀：精興社。A6判。仮製本。紙カバー
  - 解説：佐々木基一。淀野隆三「本書の校訂について」。略年譜。
  - 収録作品：「檸檬」「城のある町にて」「ある心の風景」「冬の日」「筧の話」「冬の蝿」「闇の絵巻」「交尾」「のんきな患者」「瀬山の話」「温泉」
- 『檸檬・ある心の風景 他二十篇』（旺文社文庫、1972年12月10日） ISBN 978-4010611241
  - 挿絵：石岡瑛子。A6判。仮製本。カバー
  - 解説：石川弘。付録：坂上弘「季節感について」。平林英子「思い出は遙かに」
  - 収録作品：「檸檬」「城のある町にて」「泥濘」「路上」「過古」「雪後」「ある心の風景」「Kの昇天」「冬の日」「蒼穹」「筧の話」「冬の蝿」「ある崖上の感情」「櫻の樹の下には」「愛撫」「闇の絵巻」「交尾」「のんきな患者」「闇の書」「海」「温泉」
- 復刻版『檸檬』（日本近代文学館、1974年9月20日）NCID BN01013852
  - ※ 精選名著複刻全集シリーズ。収録作品は初版と同じ。
- 『ザ・基次郎――梶井基次郎全作品全一冊』（第三書館、1985年10月15日） ISBN 978-4807485109
  - 菊判。仮装本
  - 収録作品：
    - 〔小説〕：「檸檬」「城のある町にて」「泥濘」「路上」「橡の花」「過古」「雪後」「ある心の風景」「Kの昇天」「冬の日」「桜の樹の下には」「器楽的幻覚」「蒼穹」「筧の話」「冬の蝿」「ある崖上の感情」「愛撫」「闇の絵巻」「交尾」「のんきな患者」
    - 〔遺稿・習作〕：「母親」「奎吉」「矛盾の樣な真実」「『檸檬』を挿話とする断片」「夕凪橋の狸」「太郎と街」「瀬山の話」「犬を売る露店」「雪の日」「家」「栗鼠は籠にはいつてゐる」「闇への書」「闇の書」「雲」「奇妙な手品師」「猫」「琴を持つた乞食と舞踏人形」「海」「籔熊亭」「温泉」「貧しい生活より」「不幸」「卑怯者」「大蒜」「鼠」「カッフェー・ラーヴェン」「瀬戸内海の夜」「汽車」「凧」「河岸」「攀じ登る男」「薬」「交尾」「詩」「彷徨」「帰宅前後」「小さき良心」「裸像を盗む男」
    - 〔批評・感想〕：「青空同人印象記」「川端康成第四短篇集「心中」を主題とせるヴァリエイション」「六号記」「『新潮』十月新人号小説評」「『青空語』への感想」「『亞』の回想」「『戦旗』『文藝戦線』七月号創作評」「『青空』のことなど」「詩集『戦争』」「『親近』と『拒絶』」
    - 〔日記、書簡〕：日記、書簡
- 英文版『The youth of things : life and death in the age of Kajii Motojirō』（University of Hawaii Pres、2014年2月） ISBN 978-0824838409
  - 翻訳：Stephen Dodd
  - 収録作品：檸檬（Lemon）、泥濘（Mire）、路上（On the Road）、過古（The past）、雪後（After the Snow）、ある心の風景（Landscapes of the Heart）、Kの昇天（The Ascension of K, or K's Drowning）、冬の日（Winter Days）、櫻の樹の下には（Under the Cherry Trees）、器楽的幻覚（Instrumental Illusions）、筧の話（The Story of the Bamboo Pipe）、蒼穹（Blue Sky）、冬の蝿（Winter Flies）、ある崖上の感情（Certain Feelings on a Cliff Top）、愛撫（Caress）、闇の絵巻（Scroll of Darkness）、交尾（Mating）、のんきな患者（The Carefree Patient）

### 全集
- 『梶井基次郎全集上巻』（六蜂書房、1934年3月24日） - 限定500部
  - 装幀：清水蓼作。染色者：梅原勝次郎。菊判変型厚・紙装。紙函。口絵写真：梶井基次郎（大正13年3月）、梶井基次郎筆蹟「温泉」原稿
  - 付録：淀野隆三・中谷孝雄「編集者の詞」
  - 収録作品：「母親」「奎吉」「矛盾の樣な真実」「『檸檬』を挿話とする断片」「夕凪橋の狸」「太郎と街」「瀬山の話」「犬を売る露店」「檸檬」「城のある町にて」「泥濘」「路上」「雪の日」「橡の花」「家」「過去」「雪後」「ある心の風景」「Kの昇天―或はKの溺死」「冬の日」「栗鼠は籠にはいつてゐる」「櫻の樹の下には」「器楽的幻覚」「闇への書」「蒼穹」「筧の話」「雲」「冬の蝿」「奇妙な手品師」「ある崖上の感情」「猫」「愛撫」「闇の絵巻」「琴を持つた乞食と舞踏人形」「海」「交尾」「籔熊亭」「のんきな患者」「温泉」
- 『梶井基次郎全集全1巻』（ちくま文庫、1986年8月26日）ISBN 978-4480020727
  - 装幀：安野光雅。A6判。仮製本。紙カバー
  - 解説：高橋英夫「存在の一元性を凝視する」。宇野千代「あの梶井基次郎の笑ひ声」
  - 収録作品：「檸檬」「城のある町にて」「泥濘」「路上」「椽の花」「過古」「雪後」「ある心の風景」「Kの昇天」「冬の日」「蒼穹」「筧の話」「器楽的幻覚」「冬の蝿」「ある崖上の感情」「桜の樹の下には」「愛撫」「闇の絵巻」「交尾」「のんきな患者」「詩二つ」「小さき良心」「不幸」「卑怯者」「大蒜」「彷徨」「裸像を盗む男」「鼠」「カッフェー・ラーヴェン」「母親」「奎吉」「矛盾の様な真実」「瀬戸内海の夜」「帰宅前後」「太郎と街」「瀬山の話」「夕凪橋の狸」「貧しい生活より」「犬を売る露店」「冬の日」「汽車 その他」「凧」「河岸 一幕」「攀じ登る男 一幕」「栗鼠は篭にはいっている」「闇の書」「夕焼雲」「奇妙な手品師」「猫」「琴を持った乞食と舞踏人形」「海」「薬」「交尾」「雲」「籔熊亭」「温泉」
- 『梶井基次郎 1901-1932』〈ちくま日本文学全集024〉（ちくま文庫、1992年1月20日）NCID BN07175347
  - 装幀：安野光雅。A6判。仮製本。紙カバー
  - 解説：群ようこ「五感の刺激」
  - 収録作品：「檸檬」「鼠」「栗鼠は籠にはいっている」「器楽的幻覚」「愛撫」「桜の樹の下には」「闇の絵巻」「交尾」「Kの昇天」「ある崖上の感情」「母親」「奎吉」「大蒜」「夕凪橋の狸」「城のある町にて」「泥濘」「路上」「橡の花」「過古」「雪後」「ある心の風景」「冬の日」「温泉抄」「蒼穹」「筧の話」「冬の蠅」「のんきな患者」「手紙より」
- 『梶井基次郎全集第1巻 作品・草稿』（筑摩書房、1999年11月） ISBN 978-4480704115
  - 装幀：中山銀士。題簽：梶井基次郎。A5変型判。函入
  - 収録作品：
    - 〔小説〕：「檸檬」「城のある町にて」「泥濘」「路上」「過古」「雪後」「ある心の風景」「Kの昇天」「冬の日」「桜の樹の下には」「器楽的幻覚」「筧の話」「蒼穹」「冬の蝿」「ある崖上の感情」「愛撫」「闇の絵巻」「交尾」「のんきな患者」
    - 〔批評・感想〕：「『新潮』十月新人号小説評」「『亞』の回想」「淺見淵君に就いて」「『戦旗』『文藝戦線』七月号創作評」「『青空』のことなど」「詩集『戦争』」「『親近』と『拒絶』」「講演会 其他」「編集後記（大正15年3月号）」「編集後記（大正15年4月号）」「青空同人印象記」「編集後記（大正15年9月号）」「『青空語』に寄せて」「編集後記（昭和2年1月号）」
    - 〔遺稿・習作・感想〕：「奎吉」「矛盾の樣な真実」「太郎と街」「橡の花――或る私信」「川端康成第四短篇集「心中」を主題とせるヴアリエイシヨン」
    - 〔作文、詩歌・戯曲草稿、断片〕：「秋の曙」「秘やかな楽しみ」「秋の日の下」「愛する少女達」「河岸（一幕）」「永劫回歸」「攀じ登る男（一幕）」「凱歌（一幕）」
    - 〔小説草稿、断片群、草稿〕：「小さき良心」「喧嘩」「鼠」「裸像を盗む男」「不幸」「帰宅前後」「卑怯者」「彷徨」「彷徨の一部発展」「大蒜―水滸伝」「母親」「矛盾の様な真実」「奎吉」「カッフェー・ラーヴェン」「瀬戸内海の夜」
- 『梶井基次郎』〈ちくま日本文学028〉（ちくま文庫、2008年11月10日） ISBN 978-4480425287
  - 装幀：安野光雅。A6判。仮製本。紙カバー
  - 解説：群ようこ「五感の刺激」
  - 収録作品：「檸檬」「鼠」「栗鼠は籠にはいっている」「器楽的幻覚」「愛撫」「桜の樹の下には」「闇の絵巻」「交尾」「Kの昇天」「ある崖上の感情」「母親」「奎吉」「大蒜」「夕凪橋の狸」「城のある町にて」「泥濘」「路上」「橡の花」「過古」「雪後」「ある心の風景」「冬の日」「温泉抄」「蒼穹」「筧の話」「冬の蠅」「のんきな患者」「手紙より」
  - ※1992年1月の〈ちくま日本文学全集024〉と同内容。

## アンソロジー収録
- 『日本詞華集』（未来社、1958年4月10日）
  - A5判。厚布装。貼函
  - 編集：西郷信綱、廣末保、安東次男
  - 収録作品：
    - 〔古代篇〕：
      - 〈歌謡〉記紀歌謡、風土記、神楽歌、催馬楽歌、雑（琴歌譜・仏足石歌・百石讃歌・東遊歌・風俗歌・土佐日記）
      - 〈和歌〉万葉集、古今集、伊勢物語、後撰和歌集、拾遺和歌集、後拾遺和歌集、金葉和歌集、詞華和歌集、千載和歌集、和泉式部、紫式部

    - 〔中世篇〕：
      - 〈和歌〉新古今集、西行、建礼門院右京大夫、藤原定家、源実朝、百人一首、玉葉和歌集、風雅和歌集、正徹
      - 〈連歌〉菟玖波集、竹林抄、新撰菟玖波集、水無瀕三吟百韻、宗祇発句、犬筑波集
      - 〈歌謡〉梁塵秘抄、唯心房集、田植草紙、狂言小歌、室町時代小歌、閑吟

    - 〔近世篇〕：
      - 〈俳諧〉蕉風以前、松尾芭蕉、蕉門、与謝蕪村、小林一茶、天明以後
      - 〈和歌〉賀茂真淵、香川景樹、橘曙覧、良寛、木下幸文、平賀元義
      - 〈歌謡〉隆達節小歌、山家鳥虫歌、松の葉、落葉集

    - 〔近代篇〕：
      - 〈近代詩〉小学唱歌集、於母影、北村透谷、宮崎湖処子、国木田独歩、島崎藤村、土井晩翠、与謝野鉄幹、中学唱歌、薄田泣菫、蒲原有明、上田敏、伊良子清白、河井醉茗、岩野泡鳴、森鷗外、北原白秋、三木露風、石川啄木、木下杢太郎、永井荷風、高村光太郎、竹友藻風、日夏耿之介、山村暮鳥、萩原朔太郎、室生犀星、大手拓次、千家元麿、佐藤惣之助、堀口大學、西条八十、佐藤春夫、吉田一穂、宮沢賢治、竹内勝太郎、萩原恭次郎、梶井基次郎、伊藤整、北川冬彦、富永太郎、田中冬二、三好達治、丸山薫、草野心平、西脇順三郎、中野重治、小熊秀雄、伊東静雄、井伏鱒二、中原中也、立原道造、倉橋顕吉、金子光晴、原民喜
      - 〈短歌〉与謝野鉄幹、与謝野晶子、正岡子規、伊藤左千夫、長塚節、石川啄木、若山牧水、島木赤彦、斉藤茂吉、北原白秋、前田夕暮、吉井勇、木下利玄、中村憲吉、古泉千樫、折口信夫、会津八一、窪田空穂、川田順、土屋文明、吉野秀雄
      - 〈俳句〉正岡子規、内藤鳴雪、河東碧梧桐、高浜虚子、村上鬼城、渡辺水巴、飯田蛇笏、原石鼎、前田普羅、尾崎放哉、水原秋櫻子、山口誓子、富安風生、芝不器男、日野草城、杉田久女、川端茅舎、松本たかし、中村汀女、中村草田男、石田波郷、加藤楸邨、石橋秀野

  - ※梶井基次郎は「檸檬」「蒼穹」が収録。
- 『青銅の基督・蟹工船・縮図――世界名作全集44』（筑摩書房、1962年4月5日）
  - B6判。厚布装。貼函
  - 解説：篠田一士。口絵写真：梶井基次郎、ほかの肖像写真
  - 収録作品：佐藤春夫「田園の憂鬱――或は病める薔薇」、長与善郎「青銅の基督――一名南蛮鋳物師の死」、梶井基次郎「檸檬」、小林多喜二「蟹工船」、横光利一「機械」、永井荷風「濹東綺譚」、岡本かの子「雛妓」、徳田秋声「縮図」
- 『日本文学――世界短篇文学全集17』（集英社、1962年12月20日）
  - 四六判。厚布装。貼函
  - 編集：中村光夫
  - 口絵写真：雑誌『展望』ほかの創刊号、徳田秋声著『勲章』ほかの書影
  - 収録作品：
  - 〔明治・大正〕：福澤諭吉「かたわ娘」、山田美妙「胡蝶」、坪内逍遥「細君」、尾崎紅葉「拈華微笑」、森鷗外「舞姫」、幸田露伴「對髑髏」、饗庭篁村「腹の子」、樋口一葉「たけくらべ」、斎藤緑雨「おぼろ夜」、国木田独歩「春の鳥」、川上眉山「ふゆだすき」、正宗白鳥「塵埃」、三島霜川「解剖室」、眞山青果「南小泉村」、鈴木三重吉「お三津さん」、田山花袋「一兵卒」、夏目漱石「夢十夜」、木下杢太郎「硝子問屋」、永井荷風「狐」、泉鏡花「櫛巻」、谷崎潤一郎「刺青」、小川未明「薔薇と巫女」、久保田万太郎「朝顔」、水上瀧太郎「山の手の子」、葛西善蔵「哀しき父」、高浜虚子「道」、近松秋江「青草」、菊池寛「身投げ救助業」、志賀直哉「城の崎にて」、有島武郎「小さき者へ」、久米正雄「虎」、内田百閒「冥途」、佐佐木茂索「ある死・次の死」、芥川龍之介「藪の中」、犬養健「姉弟と新聞配達」、里見弴「椿」、佐藤春夫「窓展く」、島崎藤村「伸び支度」、葉山嘉樹「セメント樽の中の手紙」、嘉村礒多「業苦」
  - 〔昭和〕梶井基次郎「檸檬」、横光利一「機械」、丹羽文雄「鮎」、上林暁「薔薇盗人」、川端康成「禽獣」、瀧井孝作「慾呆け」、尾崎士郎「蜜柑の皮」、室生犀星「あにいもうと」、牧野信一「鬼涙村」、徳田秋声「勲章」、徳永直「最初の記憶」、井伏鱒二「圓心の行状」、舟橋聖一「川音」、武田麟太郎「雪の話」、堀辰雄「曠野」、中島敦「山月記」、高見順「ノーカナのこと、島木健作「赤蛙」、石川淳「焼け跡のイエス」、平林たい子「私は生きる」、尾崎一雄「虫のいろいろ」、太宰治「桜桃」、林芙美子「晩菊」、武田泰淳「女賊の哲学」、外村繁「夢幻泡影」、島尾敏雄「アスファルトと蜘蛛の子ら」、田宮虎彦「夢の世界」、中山義秀「古老譚」、椎名麟三「ある不幸な報告書」、大岡昇平「父」、小島信夫「小銃」、井上靖「異域の人」、三島由紀夫「志賀寺上人の恋」、石川達三「交替期」、佐多稲子「人形と笛」、梅崎春生「眼鏡の話」、中野重治「萩のもんかきや」、円地文子「二世の縁拾遺」、大江健三郎「奇妙な仕事」、庄野潤三「相客」、永井龍男「一個」、安岡章太郎「雨」、吉行淳之介「童謡」
- 『日本の短篇 上』（毎日新聞社、1969年12月30日）
  - 装幀：栃折久美子。B6判。厚クロス装。貼函
  - 編集：臼井吉見、平野謙
  - 収録作品：森鷗外「舞姫」、樋口一葉「たけくらべ」、夏目漱石「夢十夜」、国木田独歩「春の鳥」、島崎藤村「ある女の生涯」、徳田秋声「町の踊り場」、正宗白鳥「今年の秋」、永井荷風「勲章」、谷崎潤一郎「春琴抄」、武者小路実篤「だるま」、志賀直哉「城の崎にて」、芥川龍之介「薮の中」、佐藤春夫「佗しすぎる」、宇野浩二「子を貸し屋」、横光利一「機械」、川端康成「水月」、井伏鱒二「へんろう宿」、梶井基次郎「檸檬」、葉山嘉樹「セメント樽の中の手紙」、高見順「鳴呼いやなことだ」
- 『現代名作集――日本文学全集 別巻1』（河出書房新社、1971年12月20日）
  - 装幀：原弘。B6判。厚クロス装。
  - 編集：瀬沼茂樹、山本健吉、武者小路実篤
  - 解説：瀬沼茂樹「文学入門」。付録：年譜（作成：小久保実）
  - 収録作品：伊藤左千夫「野菊の墓」、鈴木三重吉「千鳥」、梶井基次郎「檸檬」、小林多喜二「蟹工船」、中島敦「山月記」、上林暁「聖ヨハネ病院にて」、梅崎春生「桜島」、木下順二「夕鶴」、壺井栄「二十四の瞳」、深沢七郎「楢山節考」
- 『闇×幻想＝黎明――幻想・怪奇名作選』（ペンギンカンパニー・星雲社、1993年7月20日）
  - 装幀：田村三郎。B6判。厚紙装。カバー
  - 口絵：ジャン・デルヴィル「スチュアート・メリル夫人の肖像」
  - 編集：ポチ。付録：ポチ「はじめに」「編集後記」
  - 収録作品：芥川龍之介「アグニの神」、江戸川乱歩「踊る一寸法師」、北條民雄「いのちの初夜」、夢野久作「怪夢」、久生十蘭「黄泉から」、夏目漱石「夢十夜」、梶井基次郎「檸檬」、泉鏡花「外科室」、岡本綺堂「影を踏まれた女」、萩原朔太郎「猫町」、小酒井不木「メヂューサの首」、牧野信一「ゼーロン」、黒岩涙香「暗黒星」
- 『近代文学〈都市〉を読む』（双文社出版、1999年3月10日）
  - A5判。仮製本。紙カバー
  - 編集：東郷克美、吉田司雄。付録：吉田司雄「〈都市〉論へのいざない」
  - 収録作品：泉鏡花「夜行巡査」、樋口一葉「十三夜」、田山花袋「少女病」、国木田独歩「窮死」、谷崎潤一郎「秘密」、志賀直哉「小僧の神様」、芥川龍之介「舞踏会」、梶井基次郎「檸檬」、横光利一「街の底」、中野重治「交番前」、堀辰雄「水族館」、江戸川乱歩「目羅博士」、織田作之助「木の都」、三島由紀夫「橋づくし」、大江健三郎「人間の羊」
- 英文版『Oxford Book of Japanese Short Stories (Oxford Books of Prose & Verse) 』（Oxford and New York: Oxford University Press,、1997年）
  - 編集：Theodore W. Goossen。翻訳：Jay Rubin
  - 収録作品：森鷗外「山椒大夫」 (Sansho the Steward)、芥川龍之介「藪の中」 (In a Grove)、宮沢賢治「なめとこ山の熊」 (The Bears of Nametoko)、横光利一「春は馬車に乗って」 (Spring Riding in a Carriage)、川端康成「伊豆の踊子」 (The Izu Dancer)、梶井基次郎「檸檬」 (Lemon)、坂口安吾「桜の森の満開の下」 (In the Forest, Under Cherries in Full Bloom)、中島敦「名人伝」 (The Expert)、安部公房「賭」 (The Bet)、三島由紀夫「女方」 (Onnagata)、河野多惠子「幼児狩り」（Toddler-hunting）、向田邦子「鮒」（Mr. carp）、開高健「」（The duel）、大江健三郎「飼育」（Prize stock）、津島佑子「寵児」（A very strange, enchanted boy）、村上春樹「象の消滅」（The elephant vanishes）、島田雅彦「砂漠のイルカ」（Desert dolphin）、吉本ばなな「キムチの夢」（Dreaming of kimchee）

## テレビ番組化
- 東レ サンデーステージ『檸檬』(NTV)
  - 1961年8月27日 日曜日
  - 演出：市川崑。脚本：伊藤清
  - 出演：市川染五郎、池内淳子、岸田今日子、川口敦子、菅井一郎
  - ※ 生放送ドラマ。9月23日にアンコール放送。『檸檬』と『瀬山の話』を原作。
- 名作をテレビで読む絵本 梶井基次郎作『檸檬』(NHK BS2)[29]
  - 1995年4月23日 日曜日 23時15分 - 23時40分
  - 画：熊田勇。朗読：圖師文彦
  - ※1995年6月5日、2003年8月12日にも再放送。
- BUNGO -日本文学シネマ- 梶井基次郎『檸檬』（TBSテレビ）
  - 2010年2月17日 水曜日 25時14分 - 25時44分
  - 監督：吉田恵輔。助監督：橋本光二郎。監督助手：茂木克仁
  - 企画プロデューサー：大山良、穴沢健郎、村山達哉。企画協力：菊池尚人。
  - 脚本：いながききよたか。音楽：小林洋平
  - 主題歌：いきものがかり「真昼の月」
  - 出演：佐藤隆太、蓮佛美沙子、赤堀雅秋、和田聰宏、長江英和、金沢美波、ほか

### 派生作品
- 中学生日記『檸檬のまちへ』(NHK ETV)
  - 梶井基次郎の『檸檬』の世界に魅せられた少女の話。
  - 2003年3月16日 日曜日 8時25分 - 8時54分
  - 演出：村上牧恵。脚本：渡辺美穂子。音楽：くりもとようこ。音響効果：和田尚也
  - 主題歌：NYCKS-T「一瞬の青」（詞・曲：APPASSIONATA）
  - 出演：安福美奈、兵藤友美、西村淳二、目黒幸子、本多誠、牧口久美子、ほか

## オマージュ、引用作品
- 「檸檬」（楽曲） - 1978年
  - さだまさしの楽曲。梶井基次郎の小説『檸檬』をベースに、舞台を御茶ノ水に置き換えた歌。歌詩に「聖橋からレモンを投げる」という描写があるが、このレモンは爆弾に見立てられている。

- 「時計じかけのレモン」（小説） - 2021年11月
  - 鯨統一郎の早乙女静香シリーズ『金閣寺は燃えているか? 文豪たちの怪しい宴』の第三話

- 「渋谷と１と０と」（ショートフィルム） - 2022年
  - NEWSのメンバーであり作家の加藤シゲアキが原作・脚本・監督・主演を務めたショートフィルム。主人公が作中で念仏のように「檸檬」を唱える。また、得体の知れない憂鬱な心情や無力感を『檸檬』に重ね、レモンを丸善に置いて出てきた男のように、まだ見ぬ少し先のことを想像して無力感が薄れていくなど、作品で描かれる心の機微に『檸檬』のオマージュが見られる。